# Carrer del Castell (Gósol)
Carrer del Castell és una obra de Gósol (Berguedà) inclosa a l'Inventari del Patrimoni Arquitectònic de Catalunya.

## Descripció
El carrer o pujada del castell és un dels més antics del nucli, amb un seguit de cases amb parament de pedra combinat amb la fusta dels porxos, balconades i altres obertures. Malauradament algunes de les façanes de les cases del carrer tenen encara arrebossades les façanes, tot i que la pedra és l'element bàsic. No té un perfil massa regular però, en comparació amb altres carrers del nucli, és força ample i les cases que l'envolten, de planta baixa i dos pisos com a molt en la seva major part.

## Història
La indústria tèxtil de les mantes de Gósol, ja d'origen medieval, prosperà àmpliament durant els segles xvii i XIX, obrint noves possibilitats d'expansió a la vila. A poc a poc es començaren a construir noves cases fora dels murs del vell poble, presidit pel castell. També sorgiren carrers nous com el de la pujada del Tossal al segle xvii, o ja al segle xviii molts dels actuals, quedant constituïts com ho coneixem actualment a principis del segle xix.